# Carea tumida
Carea tumida är en fjärilsart som beskrevs av George Francis Hampson 1905. Carea tumida ingår i släktet Carea och familjen trågspinnare. Inga underarter finns listade i Catalogue of Life.